# Pena (Vila Real)
Pena is een plaats (freguesia) in de Portugese gemeente Vila Real en telt 540 inwoners (2001).